# Bounce (serie de videojuegos)
Bounce es una serie de juegos móviles que fue publicada por Nokia y Rovio en el 2008, que principalmente fue lanzado por Nokia en el 2000.
Tiene dos juegos: Bounce Ball y Bounce Tales, y un clásico.

## Bounce (2000)
En el juego Bounce original, el jugador controla una bola roja a través de muchos niveles en un mundo de juego de desplazamiento lateral en 2D. Viene precargado en muchos teléfonos móviles Nokia y se considera uno de los juegos móviles Nokia más conocidos junto con Snake.
El jugador controla una bola roja con los requisitos para pasar por todos los aros. La bola también puede volverse grande, lo que le permite flotar en áreas de agua (que es de color azul). Los enemigos se presentan en forma de obstáculos estáticos, así como de objetos "puntiagudos" azules en movimiento (comúnmente denominados "arañas" por los fanáticos del juego) y objetos firmes de "velas" amarillas. Tocar a uno de estos enemigos resultará en la pérdida de vidas.
El Nokia 9210 Comunicator (Serie 80) de 2000 (lanzado en 2001) fue el primer dispositivo en presentar el juego. A través de versiones actualizadas, también se preinstaló en teléfonos básicos de la Serie 40 como Nokia 6610 (2002) y Nokia 2600 (2004) Los paquetes de 2 niveles (12-16, 17-21) estaban disponibles para descargar para los teléfonos Nokia Series 60 y Series 80 (Symbian OS).

Diferentes teléfonos también tuvieron versiones diferentes del juego, como el 9210 y 7650, el cual tuvo los niveles 3 y 4 intercambiados, plataformas móviles, y otros cambios generales, el 1280 cuál tuvo una versión del juego en blanco y negro, etc.

## Serie
Más tarde Rovio Entertainment se asoció con Nokia para desarrollar nuevos juegos de Bounce:
| Título              | Plataforma                                   | Distribución             | Año  | Comentarios |
| ------------------- | -------------------------------------------- | ------------------------ | ---- | --- |
| Bounce Back         | J2ME                                         |                          |      | Solo para teléfonos con teclado. |
| Bounce Tales        | J2ME                                         |                          | 2008 | Solo para teléfonos con teclado. |
| Bounce Boing Voyage | S60                                          | N-Gage 2.0               | 2008 | |
| Bounce Touch        | Symbian^1(primero en Nokia 5800 XpressMusic) | N-Gage 2.0               | 2008 | |
| Bounce Evolution    | Maemo (Nokia N900)                           | Tienda Ovi, Maemo Select | 2009 | Juego para un jugador en perspectiva en tercera persona. El primer juego de la serie basado en aceleración 3D usando OpenGLES 2.0. Utiliza el acelerómetro integrado del teléfono .Viene pre cargado en muchos teléfonos móviles Nokia. Consta de dos niveles. La primera tiene lugar en una hermosa isla con cascadas, molinos de agua y creaciones similares, donde el objetivo es recoger todas las manzanas esparcidas. El segundo nivel tiene lugar en una futura pista de carreras, donde el objetivo es hacer rodar la pelota roja lo más lejos posible en el momento óptimo. |
| Bounce Boing Battle | Symbian^1                                    |                          | 2010 | |

También ha habido muchas modificaciones de algunos de los juegos de Bounce, principalmente Bounce Tales. Se han creado muchos "remakes" no oficiales de Bounce y que están disponibles en Google Play Store o App Store. Aun así, ninguno de estos remakes presenta los niveles del 12-21, o hay remakes de las secuelas de Bounce.

## Editor de nivel
En 2003 se creó un creador de niveles no oficial llamado BouncEdit que permitió realizar un nivel personalizado. Esto parece que no funciona en Windows 10.